# World Team Challenge 2003
Die 2. World Team Challenge 2003 (offiziell: VELTINS-Biathlon-WTC 03) war ein Biathlonwettbewerb, der am 27. Dezember 2003 in der Veltins-Arena in Gelsenkirchen stattfand.
Es gewann das norwegische Team Ole Einar Bjørndalen und Gunn Margit Andreassen.

## Teilnehmer
Es nahmen insgesamt 12 Teams aus sechs Nationen teil. Tschechien war erstmals vertreten. Die meisten Teams stellte das deutsche Team mit insgesamt fünf Mannschaften.

## Ergebnisse
| Platz | Name                                            | Land        | Zeit (min) |
| ----- | ----------------------------------------------- | ----------- | ---------- |
| 1     | Ole Einar Bjørndalen und Gunn Margit Andreassen | Norwegen    | 50:31,0    |
| 2     | Michael Greis und Katja Beer                    | Deutschland | +0:29,3    |
| 3     | Ricco Groß und Kati Wilhelm                     | Deutschland | +0:35,4    |
| 4     | Peter Sendel und Katrin Apel                    | Deutschland | +0:56,8    |
| 5     | Pawel Rostowzew und Olga Saizewa                | Russland    | +1:06,3    |
| 6     | Halvard Hanevold und Linda Tjørhom              | Norwegen    | +1:10,8    |
| 7     | Vincent Defrasne und Corinne Niogret            | Frankreich  | +1:17,5    |
| 8     | Frank Luck und Sabrina Buchholz                 | Deutschland | +1:23,0    |
| 9     | Tomáš Holubec und Kateřina Holubcová            | Tschechien  | +1:36,8    |
| 10    | Andreas Birnbacher und Uschi Disl               | Deutschland | +1:46,3    |
| 11    | Paavo Puurunen und Eija Salonen                 | Finnland    | +2:04,1    |
| 12    | Raphaël Poirée und Sandrine Bailly              | Frankreich  | +2:07,4    |